# سونیک آنلیشد
سونیک آنلیشد یا سونیک رها شده (به انگلیسی: Sonic Unleashed) یک بازی ویدئویی در سبک پرشی و اکشن-ماجراجویی از مجموعه بازی‌های سونیک است که توسط سونیک تیم توسعه یافته و به‌وسیلهٔ شرکت سگا در سال ۲۰۰۸ برای کنسول‌های وی، پلی‌استیشن ۲، پلی‌استیشن ۳ و اکس‌باکس ۳۶۰ منتشر شده‌است. این نسخه از مجموعهٔ بازی‌های سونیک خارپشت داستان سونیک را روایت می‌کند که سعی دارد پس از آن‌که دشمن دیرینه‌اش دکتر اگمن، آن را با شلیک یک لیزر قدرتمند متلاشی کرده تا دارک گایا — موجودی باستانی و شیطانی — را آزاد کند، نجات دهد؛ این موجود باعث شده سونیک هر چند وقت یک‌بار به موجودی نیمه‌گرگ موسوم به «ورهاگ» تبدیل شود. گیم‌پلی بازی دو سبک مجزا را ارائه می‌دهد:  در مراحل روز، گیم‌پلی بر پلتفرمینگ سنتی و سرعت بالای سونیک متمرکز می‌باشد در حالی‌که در مراحل شب سونیک تبدیل به ورهاگ می‌شود و با بهره‌گیری از نیروی بدنی خود وارد نبردهایی کندتر در برابر موج‌هایی از دشمنان می‌شود.

## پی‌رنگ

کشورهایی در دنیای واقعی که جهان بازی از آن‌ها الهام گرفته‌است.

سونیک طی تعقیب دشمن خود دکتر اگمن از میان یک ناوگان از فضاپیماها به سرعت می‌پرد. سونیک سپس به سوپر سونیک تبدیل می‌شود و دکتر اگمن را در فضاپیمای اصلی به دام می‌اندازد. با این حال، دکتر اگمن او را با استفاده از میدان انرژی یک سلاح پرتویی جدید و قدرتمند به نام «کیاس انرژی کنن» به دام می‌اندازد. این سلاح نه تنها سونیک را به حالت عادی‌اش باز می‌گرداند و زمردها آشوب را را از بدن او جدا می‌کند بلکه انرژی زمردها را نیز تخلیه می‌کند و باعث می‌شود که آن‌ها به رنگ خاکی درآیند و کارایی خود را از دست بدهند.سپس با استفاده از انرژی زمردها لیزری عظیم را شلیک کرده و موجودی شیطانی و قدرتمند به نام «دارک گایا» را از مرکز سیاره آزاد می‌سازد، که در نتیجه این عمل سیاره به هفت بخش تقسیم می‌گردد. این فرآیند علاوه بر اثرات اصلی خود، اثر جانبی غیرمنتظره‌ای دارد که موجب تبدیل سونیک به «ورهاگ» — موجودی گرگ‌نما که در آن سونیک سرعت خود را از دست می‌دهد اما در عوض قدرت و توانایی‌های بیشتری پیدا می‌کند — در شب می‌شود. دکتر اگمن سونیک را به فضا پرتاب کرده و سونیک سپس به‌طور ایمن بر روی سیاره‌ای که در زیر قرار دارد فرود می‌آید.
سونیک پس از آنکه با زمردها بر روی سیاره فرود می‌آید با موجودی خوش‌برخورد روبرو می‌شود که به نظر می‌رسد دچار یادزدودگی شده‌است. سونیک با فرض اینکه سقوط او باعث این یادزدودگی شده است، تصمیم می‌گیرد به این موجود در یافتن هویت خود کمک کند و این موجود به رهنمای سونیک تبدیل می‌شود؛ سپس سونیک به او نام مستعار «چیپ» را می‌دهد. سونیک مأموریت خود را آغاز می‌کند و با کمک برخی از دوستان قدیمی‌اش از جمله ایمی رز و تیلز برای حل این بحران به قاره‌های گوناگون جهان سفر می‌کند تا معابد گایا را بیابد؛ این معابد قدرت زمردها را بازیابی می‌کنند امکان بازگرداندن جهان و خود او به حالت طبیعی را فراهم می‌کنند.
پس پس از آنکه شش قاره از هفت قاره به وضعیت عادی بازمی‌گردند چیپ حافظه‌اش را بازمی‌یابد؛ او در واقع نقطهٔ مقابل دارک گایا، یعنی لایت گایا است. این دو از ابتدای خلقت در چرخه‌ای گرفتار بوده‌اند که در آن دارک گایا سیاره را از می‌پاشیده، و لایت گایا دوباره آن را سر هم می‌کرده. چیپ هم‌زمان با دارک گایا آزاد شد اما از آن‌جا که هر دو زودتر از موعد آزاد شده بودند، چیپ حافظهٔ خود را از دست داد و دارک گایا نیز متلاشی شد. آنان موفق می‌شوند آخرین زمرد آشوب را در معبد واقع در آخرین قاره، در امپراتوری جدید اگمن موسوم به «اگمن‌لند» قرار دهند، اما اگمن سر می‌رسد و آن‌ها مورد حمله قرار می‌گیرند. سپس سونیک اگمن که سوار رباتی به نام «اگ دراگون» شده و از قدرت دارک گایا بهره می‌برد، را شکست می‌دهد. طی این برد هر سه تای آن‌ها درون هستهٔ زمین سقوط می‌کنند و در آنجا با دارک گایا روبه‌رو می‌شوند. اگمن دستور می‌دهد تا دارک گایا سونیک را نابود کند، اما دارک گایا علیه او عمل کرده و با یکی از شاخک‌هایش او را از خود دور می‌کند. سپس همان قدرتی که سونیک را به ورهاگ تبدیل کرده بود را جذب می‌نماید و سونیک از دست تبدیل شدن به گرگینه خلاص می‌شود.
سپس دارک گایا به سونیک و چیپ حمله می‌کند، اما چیپ از سونیک محافظت کرده و تمام معابد گایا را فرا می‌خواند تا لایت گایا کلاسوس را تشکیل دهند و با دارک گایا مبارزه کنند. کلاسوس گایا ظاهراً دارک گایا را نابود می‌کند اما دارک گایا هنوز از آن‌ها و زمین دست برنداشته و جهان را در تاریکی فرو می‌برد، او طی این روند به پرفکت دارک گایا تبدیل می‌گردد. بعد چیپ زمردهای آشوبی را که دوباره بازسازی‌شده‌اند را به سونیک می‌دهد و سونیک را قادر می‌سازد که باز به سوپر سونیک تبدیل شود و نبرد را ادامه دهد تا بالاخره دارک گایا نابود شود؛ با این حال دارک گایا باز به اعماق سیاره فرو می‌رود و این نبرد سوپر سونیک را تا مرز از پا افتادن می‌برد. چیپ با هل دادن سونیک به سطح زمین جان او را نجات می‌دهد و سپس خود به درون سیاره بازمی‌گردد؛ او گردنبندش را به‌همراهٔ چند کلام خداحافظی به جا می‌گذارد. سونیک گردنبند را به عنوان دستبند به مچ خود می‌بندد تا یادش بماند چه ماجراجویی‌ای با یکدیگر داشتند و سپس همراهٔ تیلز راه می‌افتد.